# Lideresas
Lideresas de Villaverde (Madrid) es un colectivo formado por mujeres mayores de 65 años creado en 2014 que desarrolla actividades feministas e iniciativas diversas en el municipio de Madrid.

## Historia
Surgieron en 2014 en el barrio de Villaverde (Madrid) cuando un estudio del Ayuntamiento de Madrid iniciado en 2013 identificó la brecha de desigualdad de género en las juntas directivas de los centros de mayores, formadas casi exclusivamente por hombres a pesar de que la mayoría de asociadas son mujeres. La Dirección General de Personas Mayores y Servicios Sociales puso en marcha un proyecto piloto en Villaverde con la Junta de Distrito y el Área de Políticas de Igualdad y Diversidad, a través de la Agente de Igualdad del distrito, que se enmarcaba en la Estrategia de Igualdad de Oportunidades entre mujeres y hombres de la ciudad de Madrid 2011-2015. Para ello convocaron a un grupo de mujeres de los ocho centros de mayores de Villaverde y de otros centros municipales y les propusieron unirse a esta iniciativa, cuyo primer objetivo fue empoderar a estas mujeres y después integrarlas en las ejecutivas de los centros de mayores para luchar por la paridad. Tanto en el proceso de empoderamiento individual y colectivo, como en el de cohesión del grupo participa el Espacio de Igualdad Clara Campoamor de Villaverde a través de sus talleres de empoderamiento y sensibilización, de su programa de fomento del coliderazgo y del "coaching" sistémico de equipos.

El objetivo inicial de las Lideresas fue implicar a las mujeres en el proceso de toma de decisiones y fomentar su participación en las asambleas de los centros de mayores, haciendo más notorio el papel que las mujeres han ejercido como activistas a lo largo de la historia. A partir de este punto de partida, el grupo ha continuado su labor en diversos campos y ha extendido su ideario a numerosas actividades que tienen la misión de fomentar la perspectiva de género y contribuir a visibilizar las particularidades de las mujeres mayores en el marco general de la lucha por un mundo más igualitario. Su labor ha trascendido el ámbito de los centros de mayores extendiéndose a otros espacios, de tal forma que:
"el Proyecto Lideresas se ha erigido como un ejemplo de proyecto integral de cambio que ha contribuido significativamente al empoderamiento (individual, social y político) de un grupo de mujeres mayores de Villaverde. Asimismo, ha permitido lograr avances en igualdad de género, derecho a la participación y transversalidad."
Para ello participan en diversas iniciativas (imparten talleres de liderazgo a otras mujeres, realizan encuentros intergeneracionales en escuelas, colaboran con centros sociales...) entre las que destaca el programa de radio Con mayor voz. Este proyecto está dirigido y desarrollado por Lucía Callén, directora de comunicación de Lideresas de Villaverde, desde la emisora de radio OMC (Onda Merlín Comunitaria) con el objetivo de empoderar a las personas mayores en herramientas de radio y comunicación social. Inicialmente, se realizó en tres fases. Durante la primera (septiembre a diciembre de 2016), las Lideresas realizaron un curso de radio específicamente diseñado para el colectivo de mayores en el que aprendieron a realizar sus propias producciones sonoras. En una segunda fase, se llevaron a cabo ocho programas de radio, uno en cada uno de los Centros Municipales de Villaverde y en la tercera, se creó un programa de radio estable realizado en los estudios de OMC Radio que continúa hasta la actualidad. Este espacio radiofónico se estructura en tres ejes fundamentales: dar visibilidad a la mujer, mejorar la participación de los y las mayores y difundir el tejido asociativo y comunitario de Villaverde (Madrid) a partir de diversas temáticas de relevancia social. Las secciones del programa contienen desde informativos locales, agendas culturales, entrevistas, historias de vida hasta un rincón poético.
Entre las miembros fundadoras están Fe Ransanz, Carmen León, Julia Miranda, Julia de la Prida, Paloma Sánchez, Manuela Gómez y Carmen Martín. En 2017 obtuvieron el IV Premio especial Eulen-SENDA de liderazgo de personas mayores. Asimismo, en 2021 fueron elegidas por la revista Forbes entre "Las otras 100 mayores fortunas de España".

## Actividades e iniciativas
- Con mayor voz. Programa de radio semanal en OMC Radio, emisora comunitaria del barrio de Villaverde (Madrid). Realizado con el apoyo del Ayuntamiento de Madrid (2016-2017 y 2019-2021) y Obra Social La Caixa (2017-2018). Dirigido por Lucía Callén.[5]
- Desmontando tópicos racistas. Servicio de Convivencia Intercultural en Barrios. Participación en este proyecto comunitario de La Rueca Asociación financiado por el Área de Familias, Igualdad y Bienestar Social del Ayuntamiento de Madrid (2017-2021).[10]
- Talleres y cinefórums en los centros de mayores y en el Espacio de Igualdad Clara Campoamor (Madrid).
- Muévete contra el plástico. Participación en la campaña de concienciación medioambiental y recogida de residuos desarrollada por Lucía Callén, Fernando Fraile y Eva García. Junio de 2019.[11]
- Colaboración con el Centro de Rehabilitación Psicosocial del distrito de Villaverde (Madrid).
- Lideresas: what if women ruled the world? Proyecto fotográfico de Ana Amado que reelabora grandes fotografías de la historia en este caso protagonizadas por las Lideresas.[12] Serie original de fotografías ganadora en 2019 del Premio del Festival de Fotografía de Granada y en 2020 del IDE (“Identy, Dialogue, Europe”) de la Comisión Europea, siendo expuesta en los festivales fotográficos de Copenhague (Dinamarca), Barbastro y Savignano (Italia).[13] Premio al mejor proyecto fotográfico en el Festival Pa-ta-ta de Granada (2019).[14]
- Al final de la vida, con mayor voz. Fundación Vivo Sano, financiado por la Obra Social La Caixa en colaboración con OMC Radio. Impulsado y desarrollado por Lucía Callén. El objetivo de este proyecto es concienciar sobre la muerte y enseñar a afrontarla. Inicio: octubre de 2019.[15]
- Cuerpos de la vejez. Fundación Vivo Sano, financiado por la Obra Social de La Caixa y dirigido por Lucía Callén dentro del proyecto Lucía Sombras Project. Campaña audiovisual y videoperformance para transformar la mirada social de la belleza y el envejecimiento por medio de los retratos de estas mujeres mayores que deciden contar su historia de vida a través del propio cuerpo. Presentado en Teatro del Barrio y la RESAD (febrero de 2021).[16][17][18]
- El huerto de la igualdad. Cortometraje ganador del premio del público de la II edición del Humus Film Festival (2017)[19]
- Senderos de igualdad. Encuentro online de las Lideresas de Villaverde con la Federación de Asociaciones de Mujeres de la comarca de Guadix “Sulayr”. 1 de julio de 2020.[20]
- I Encuentro Estatal de Mujeres Radiantes. Encuentro para acercar proyectos radiofónicos producidos o liderados por mujeres de las diferentes radios comunitarias del estado español desde la URCM (Unión de Radios Comunitarias de Madrid).[21]